# Arcadia (Míchigan)
Arcadia es un lugar designado por el censo ubicado en el condado de Manistee en el estado estadounidense de Míchigan. En el Censo de 2010 tenía una población de 291 habitantes y una densidad poblacional de 215,24 personas por km².

## Geografía
Arcadia se encuentra ubicado en las coordenadas 44°29′34″N 86°14′16″O / 44.49278, -86.23778. Según la Oficina del Censo de los Estados Unidos, Arcadia tiene una superficie total de 1.35 km², de la cual 1.35 km² corresponden a tierra firme y (0%) 0 km² es agua.

## Demografía
Según el censo de 2010, había 291 personas residiendo en Arcadia. La densidad de población era de 215,24 hab./km². De los 291 habitantes, Arcadia estaba compuesto por el 99.31% blancos, el 0% eran afroamericanos, el 0% eran amerindios, el 0.34% eran asiáticos, el 0% eran isleños del Pacífico, el 0% eran de otras razas y el 0.34% pertenecían a dos o más razas. Del total de la población el 1.72% eran hispanos o latinos de cualquier raza.